# Alcaeorrhynchus
Alcaeorrhynchus är ett släkte av insekter. Alcaeorrhynchus ingår i familjen bärfisar.
Kladogram enligt Catalogue of Life:
| Alcaeorrhynchus | \| \| Alcaeorrhynchus grandis \| \| \| \| \| \| Alcaeorrhynchus phymatophorus \| \| \| \| |
|                 | \| \| Alcaeorrhynchus grandis \| \| \| \| \| \| Alcaeorrhynchus phymatophorus \| \| \| \| |
|                 | Alcaeorrhynchus grandis                                                                   |
|                 |                                                                                           |
|                 | Alcaeorrhynchus phymatophorus                                                             |
|                 |                                                                                           |

## Bildgalleri

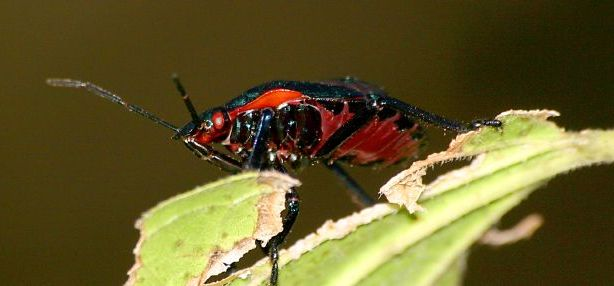
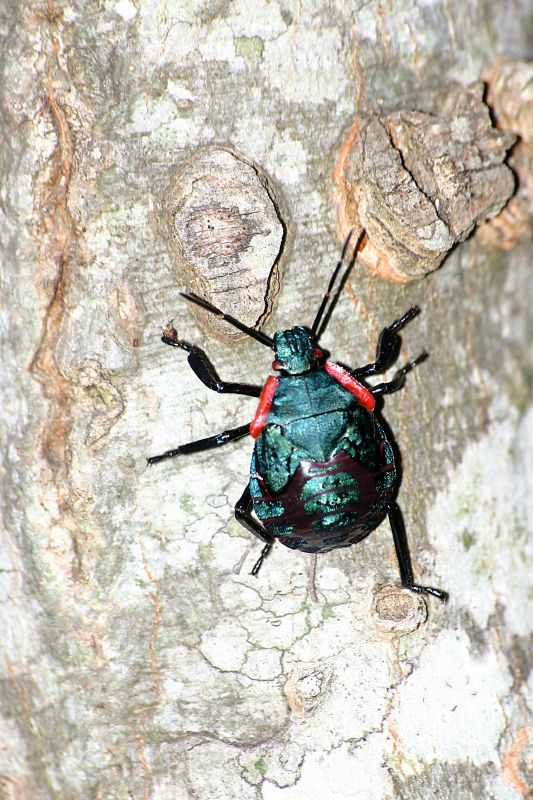